# 放生院 (宇治市)
放生院（日语：／ Houjoin）是京都府宇治市宇治的真言律宗的一座寺庙。本尊是地藏菩萨。寺号为常光寺（じょうこうじ） ，山号为雨宝山（うほうざん） 。通称「桥寺」，由来是该寺曾经管理过附近宇治川上的宇治桥。

## 历史
据寺院记载，推古天皇12年（604年），圣德太子下令秦河勝修建宇治桥，寺院也随之建立。还有一种说法是，大化2年（646年）元兴寺的僧人道登建造宇治桥时，该寺院为了管理宇治桥而建立（根据该寺院内的宇治桥纪念碑上的铭文）。
镰仓时代后期，弘安4年（1281年） ，因复兴西大寺而闻名的僧人叡尊重建了寺院（『感身学生記』）。叡尊在弘安9年（ 1286 年）重建了宇治桥，建成后，他在宇治川上的中洲（现在的塔之島）建造了浮島十三重石塔，并在这里举行了放生会，于是，这座寺庙的寺名就变成了放生院。宇田天皇还赐给寺庙300石土地，并下令由寺庙管理宇治桥，此后又被称为“桥寺”。
文明11年（ 1479年）与三室户寺发生争执，被放火焚烧。它在室町幕府的帮助下重建，但在江户时代的寬永 8 年（ 1631 年）被大火烧毁。 

## 境内
- 本堂
- 庫裏
- 十三重石塔

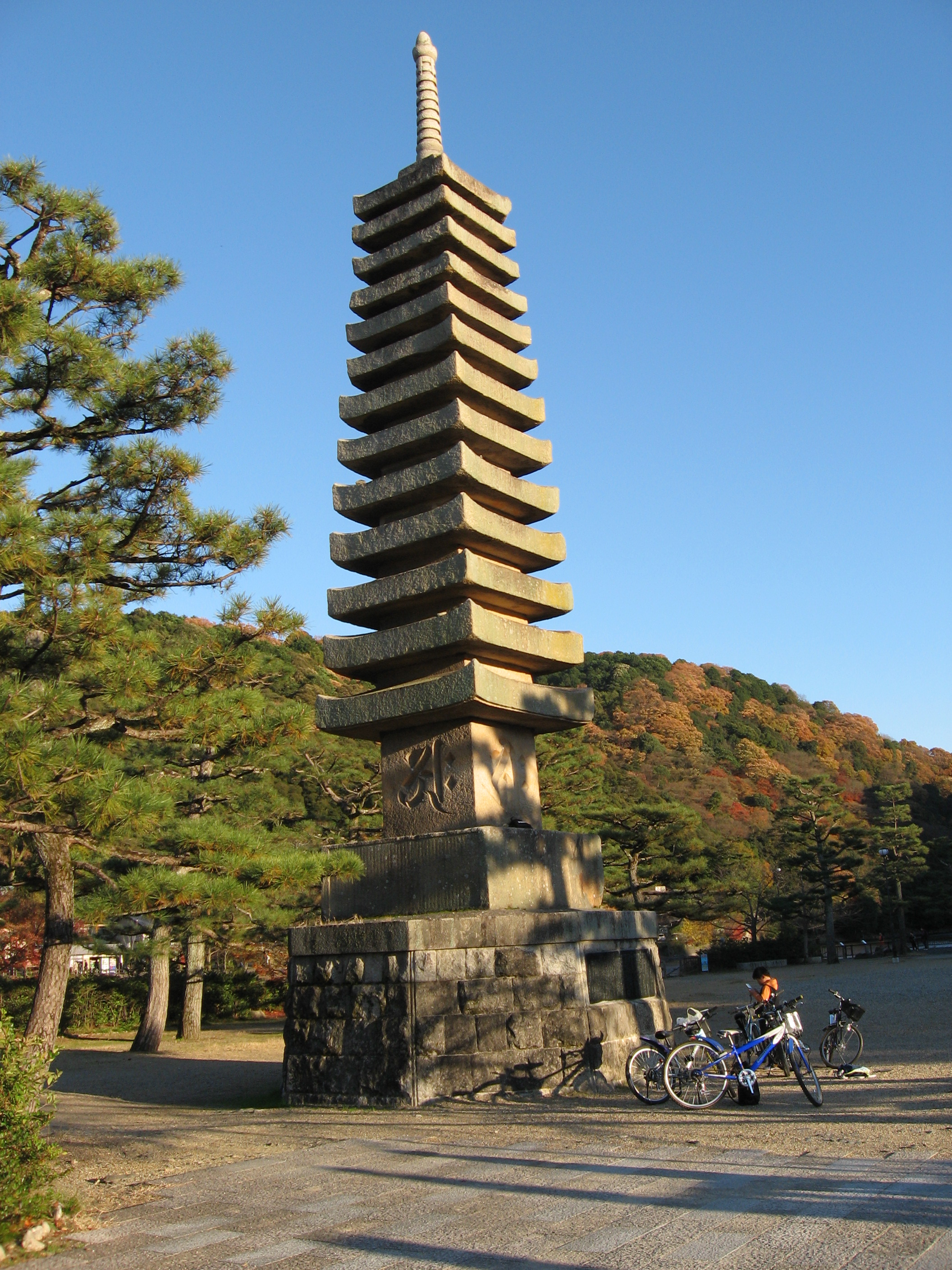
浮岛十三层石塔

- 宇治橋断碑（重要文化財） - 被视为日本三大古碑之一
- 鎮守社
- 山門
- 飞地
  - 浮島十三重石塔（重要文化财产）—— 这座石塔建在人工岛“塔之岛”上，位于宇治川上。石塔由叡尊于弘安9年，即1286年，为庆祝宇治桥建成而建。这是现存的日本近代以前的最大石塔，高达15.2米。

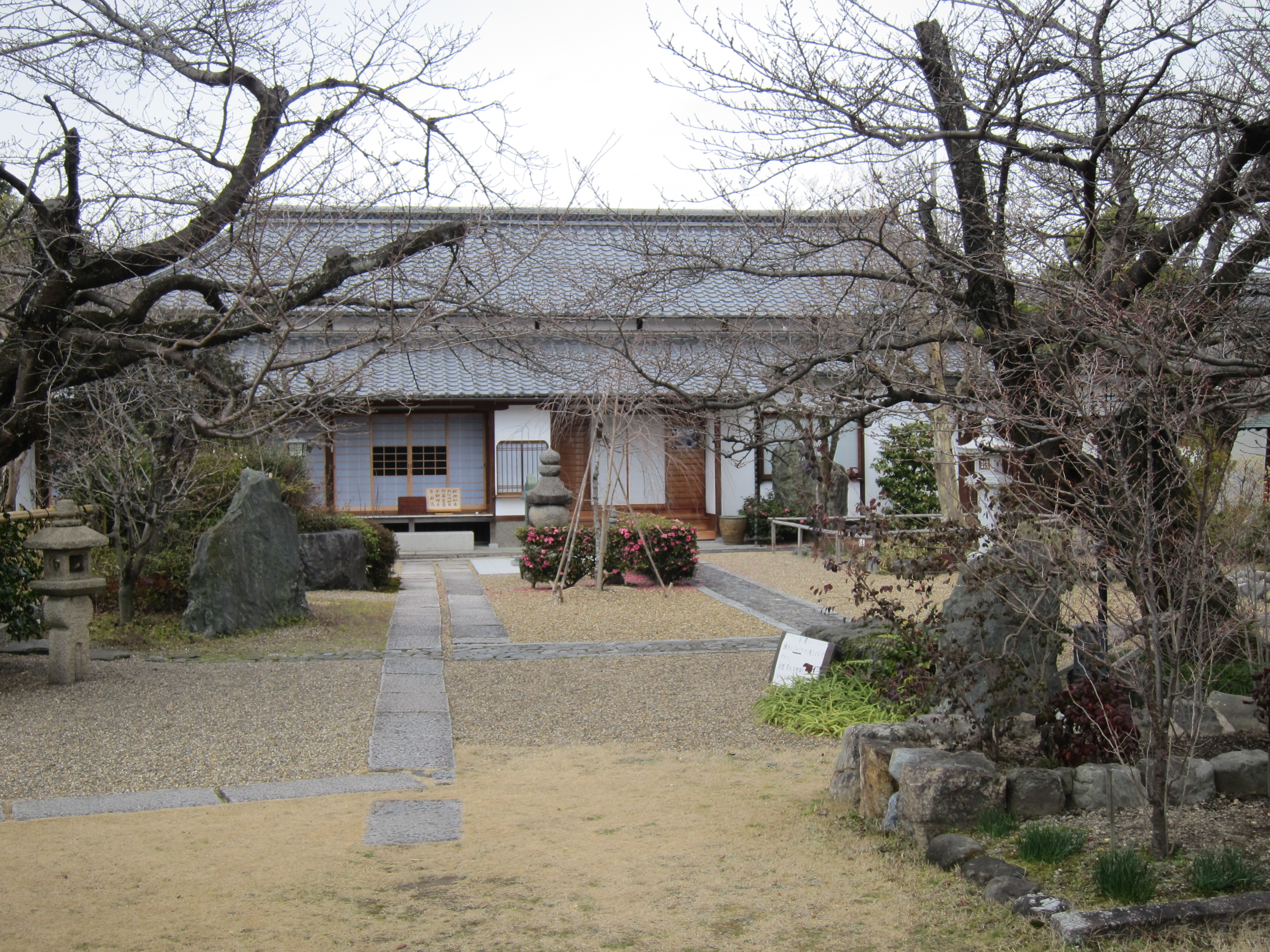
放生院院内
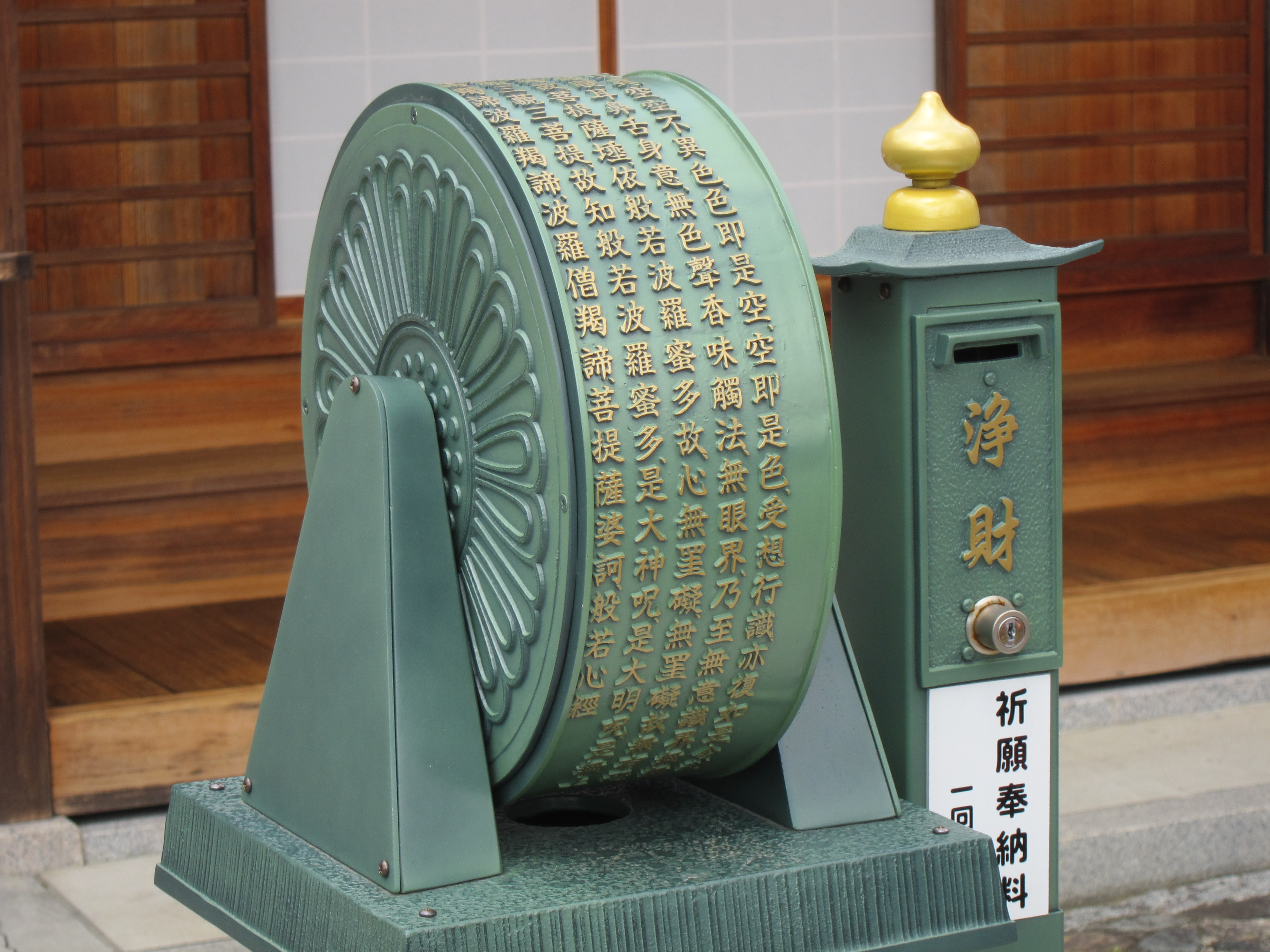
辖区内的转经筒（マニ車）
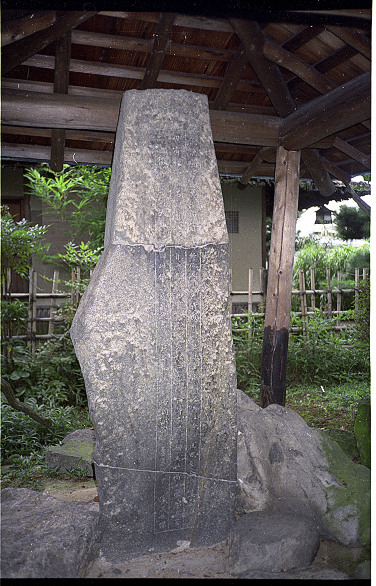
宇治橋断碑

## 文化财产

### 重要文化财
- 浮岛十三层石塔（指定名称：浮岛十三层） ——1953年3月31日指定（建筑）。时代：镰仓时代后期。
- 木地藏菩萨像-像高191.8厘米。风格等：镶木地板、着色、眼球。时代：镰仓时代后期
- 木造不動明王立像 - 平安時代後期。
- 宇治桥纪念碑-指定1965 年5 月 29 日（旧文件）。时代：明日香时代。

### 京都府指定有形文化财
- 浮島十三重石塔納置品--2003年（平成15年）3月14日指定。